# В царството на пълнолунието
„В царството на пълнолунието“ (на английски: Moonrise Kingdom) е американска комедия от 2012 година, седмият пълнометражен филм на режисьора Уес Андерсън по негов сценарий в съавторство с Роман Копола.
Филмът има номинация за „Оскар“ за най-добър оригинален сценарий, както и номинация за „Златен глобус“ - категория най-добър мюзикъл или комедия. Действието се развива през 60-те години на 20 век.

## Сюжет
Внимание:  Текстът по-долу разкрива сюжета на произведението (или части от него)!
Фабулата се върти около момче от скаутска група, което се влюбва в местно момиче. Двамата избягват в горите на рядконаселен остров, за да се усамотят. Местните власти обаче са убедени, че им се е случило нещо лошо и затова създават групи, които да се включат в издирването им.
Начело на операцията по издирването е шерифът на градчето (Брус Уилис), който има тайна връзка с майката на изчезналото момиче (Франсис Макдорманд). В ролята на бащата на момичето е често участващия във филмите на Андерсън Бил Мъри.